# Scheggiatura

Tecnica Levallois di scheggiatura

La scheggiatura è la tecnica, usata a partire dal Paleolitico, e poi fino all'età del Rame e più marginalmente nell'età del Bronzo, che consente di ricavare frammenti corti, schegge, o lunghi, lame, da un blocco di pietra attraverso diverse tecniche di percussione o di pressione.
Le pietre che si prestano a questa tecnica sono soprattutto la selce e l'ossidiana, in quanto si fratturano lungo superfici curve e lisce, concoidi, permettendo così il distacco di frammenti dai margini taglienti.

## Tecniche di scheggiatura
- Percussione diretta: il blocco di pietra, detto nucleo, tenuto con una mano, è colpito direttamente con un percussore di pietra, di legno o d'osso.
- Percussione su incudine: il nucleo viene battuto direttamente su un'altra pietra appoggiata a terra, che ha la funzione di incudine.
- Percussione bipolare: il nucleo, appoggiato sull'incudine di pietra, è colpito con un percussore.
- Percussione indiretta: tra il nucleo e il percussore si pone uno scalpello d'osso o di corno.
- Per pressione: su un punto determinato del nucleo si crea pressione usando un percussore appuntito. Questa tecnica, come la percussione indiretta, consente di ricavare lunghe lame.
- La tecnica Levallois è una tecnica innovativa, introdotta alla fine del Paleolitico inferiore ed ampiamente adottata durante il Paleolitico medio, che consente di ottenere, dal blocco di selce opportunamente lavorato con una serie di scheggiature, schegge, lame e punte dalla forma e lunghezza predeterminata.

I prodotti della scheggiatura, schegge e lame, hanno i margini affilati e possono essere utilizzati così come sono prodotti;  possono essere anche ulteriromente lavorati tramite il ritocco, per essere trasformati in strumenti utili, come ad esempio, punte di freccia o lancia, strumenti per la raschiatura delle pelli e attrezzi da taglio, come grattatoi e raschiatoi. I ritocchi possono essere classificati secondo la tecnica con cui sono attuati (semplice, erto, piatto, sopraelevato), secondo l'ampiezza (marginale, profondo), secondo l'andamento (lineare, denticolato), e secondo l'orientamento (diretto, inverso, alterno, misto, bifacciale, laterale, trasversale). 
Gli attrezzi usati per la scheggiatura del ciottolo originario, il nucleo, si chiamano percussori, e possono essere di pietra (percussori duri), oppure d'osso, di corno (ricavati da palco di cervo) e legno (percussori teneri).
Nel XX secolo, si è esaurito il filone produttivo artigianale, limitato in Inghilterra alle ultime pietre focaie per fucili, ma a partire dagli anni '70, è cominciato quello hobbistico e archeologico sperimentale, come passatempo o indagine per simulazione di tecniche dei nostri antenati.